# 홀 센서

그림 1: 두 개의 자석이 장착된 바퀴가 홀 효과 센서를 통과하는 모습. 센서에서 나오는 전압은 회전당 두 번 최고치에 달한다. 이 구성은 디스크 드라이브를 포함한 회전 물체의 속도를 측정하고 조절하는 데 사용된다.

홀 효과 센서(Hall effect sensor) 또는 홀 센서(hall sensor) 또는 홀 프로브(Hall probe)는 홀 효과를 사용하여 자기장 벡터 B의 한 축 성분에 비례하는 전압을 생성하는 하나 이상의 홀 소자를 포함하는 센서이다(에드윈 홀 물리학자의 이름을 따서 명명).
홀 센서는 근접 센싱, 위치 센싱, 과속 단속, 전류 센싱 응용 분야에 사용되며 산업 및 소비자 응용 분야에서 흔하게 볼 수 있다. 매년 수억 개의 홀 센서 집적 회로(IC)가 약 50개 제조업체에 의해 판매되며, 전 세계 시장 규모는 약 10억 미국 달러이다.

## 원리

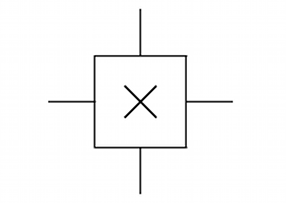
홀 소자 회로 기호

홀 센서에서는 트랜스듀서 홀 소자라고 하는 얇은 금속 스트립을 가로질러 한 축을 따라 고정된 직류 바이어스 전류가 흐른다. 홀 소자의 반대쪽에 있는 다른 축을 따라 있는 감지 전극은 전극의 축을 가로지르는 전위(전압)의 차이를 측정한다. 전류의 전하 운반자는 흐름에 수직인 자기장이 있을 때 로런츠 힘에 의해 편향된다. 감지 전극은 전류의 축과 감지 전극의 축 모두에 수직인 자기장 축 성분에 비례하는 전위차(홀 전압)를 측정한다.
홀 효과 센서는 정적 자기장과 변화하는 자기장 모두에 반응한다.(유도형 센서와 대조적으로, 자기장의 변화에만 반응한다.)

### 증폭
홀 효과 장치는 매우 낮은 신호 레벨을 생성하므로 증폭이 필요하다. 20세기 전반기에 사용 가능한 진공관 앰프 기술은 일상적인 홀 효과 센서 응용 분야에는 너무 크고 비싸고 전력 소모가 많아 실험실 장비에 한정되었다. 초기 트랜지스터 기술조차 적합하지 않았다. 저렴한 규소 집적 회로(IC) 기반 마이크로 기술의 발전으로 홀 효과 센서가 대량 응용 분야에 적합하게 되었다. 오늘날 홀 센서로 판매되는 장치는 위에 설명된 센서와 고이득 IC 앰프를 하나의 패키지에 포함한다. 이러한 홀 센서 IC는 넓은 범위의 전압원에 걸쳐 작동할 수 있도록 앰프 외에 안정적인 전압 조정기를 추가하고 자기장 성분에 비례하는 편리한 아날로그 신호 출력을 위해 홀 전압을 높일 수 있다. 일부 경우, 선형 회로는 홀 센서의 오프셋 전압을 상쇄할 수 있다. 또한 구동 전류의 AC 변조는 이러한 오프셋 전압의 영향을 줄일 수도 있다.
홀 센서는 출력이 입사 자기장 강도에 비례하면 선형이라고 한다. 이 출력 신호는 아날로그 전압, 펄스 폭 변조(PWM) 신호 또는 최신 버스 프로토콜을 통해 디지털 통신될 수 있다. 홀 센서는 감도가 공급 전압에 비례하는 경우 비례적일 수도 있다. 자기장이 인가되지 않으면 그 정지 출력 전압은 일반적으로 공급 전압의 절반이다. 레일투레일 연산 증폭기 출력을 가질 수 있다(예: A1302).

### 홀 스위치
홀 소자는 아날로그 장치이지만, 홀 스위치 IC는 종종 임계값 감지기 회로를 추가로 통합하여 두 가지 상태(켜짐 및 꺼짐)를 가지는 전자 스위치를 형성하며, 이는 이진 디지털 신호를 출력한다.
출력은 서로 다른 공급 전압을 사용하는 IC와의 호환성을 위해 개방 컬렉터 NPN 트랜지스터 또는 개방 드레인 n형 MOSFET일 수 있다. 홀 센서 신호 출력선에서 전압이 생성되는 대신, 출력 트랜지스터가 켜져 신호 출력선을 통해 접지로 회로를 제공한다.

#### 이력 현상
센서 잡음에 대해 강건성적인 깨끗한 디지털 출력을 제공하기 위해 슈미트 트리거 필터링이 적용되거나 IC에 통합될 수 있다. 스위칭을 위한 이력 현상 임계값(BOP 및 BRP로 지정됨)은 디지털 홀 IC를 단극 스위치, 옴니폴라 스위치, 또는 양극 스위치로 분류하는데, 이는 때때로 래치라고도 불린다. 단극(예: A3144)은 자기장의 한 극성에서만 스위칭 임계값을 가지는 것을 의미한다. 옴니폴라 스위치는 양극 및 음극 극성 모두에 대해 두 세트의 스위칭 임계값을 가지므로 강한 양극 또는 강한 음극 자기장과 교대로 작동한다.
양극 스위치는 양극 BOP 및 음극 BRP를 가지며(따라서 작동하려면 양극 및 음극 자기장이 모두 필요함), BOP와 BRP의 차이는 래치로 설명되는 양극 스위치에서 더 크다. 이 스위치는 한 상태에 훨씬 더 오래 머물러(즉, 마지막 값에 래치됨) 양극 스위치보다 상태를 변경하는 데 더 강한 자기장 강도를 요구한다. "양극"과 "래치" 사이의 명명 구분은 다소 임의적일 수 있다. 예를 들어, 허니웰 SS41F의 데이터 시트에서는 이를 "양극"으로 설명하는 반면, 다른 제조업체에서는 유사한 사양의 SS41F를 "래치"로 설명한다.

## 특성

### 방향성
홀 소자는 자기장 벡터의 감지 축 성분만을 측정한다. 축 성분은 양수 또는 음수일 수 있으므로 일부 홀 센서는 그 크기 외에 축 성분의 이진 방향을 감지할 수 있다. 2차원 방향을 결정하려면 추가적인 수직 방향 홀 소자(예: § 듀얼 홀 센서 IC)를 통합해야 하고, 자기장 벡터의 전체 3차원 성분을 감지하려면 또 다른 수직 방향 홀 소자를 추가해야 한다.

### 반도체 전자공학
홀 센서 IC는 반도체 장치이므로 기계적 마모에 취약하지 않다. 따라서 기계 센서보다 훨씬 높은 속도로 작동할 수 있으며 수명은 기계적 고장에 의해 제한되지 않는다(포텐쇼미터, 전기기계 리드 스위치, 릴레이 또는 기타 기계적 스위치 및 센서와 다름). 그러나 홀 센서는 환경 조건의 변화로 인한 열적 드리프트와 센서 수명 동안의 시간적 드리프트에 취약할 수 있다.
홀 효과 장치(적절하게 패키징된 경우)는 먼지, 오물, 진흙, 물에 내성이 있다. 이러한 특성으로 인해 홀 효과 장치는 광학 및 전기기계적 감지와 같은 다른 수단보다 위치 감지에 더 적합하다.

### 대역폭
실용적인 홀 센서의 대역폭은 수백 킬로헤르츠로 제한되며, 상용 규소 센서는 일반적으로 10~100 kHz로 제한된다. 2016년년 기준 기준 시장에서 가장 빠른 홀 센서는 1 MHz 대역폭을 가지지만 비표준 반도체를 사용한다.

### 외부 필드에 대한 민감도
주변(다른 와이어 등)의 자기 선속은 홀 프로브가 감지하려는 필드를 감소시키거나 증가시켜 결과가 부정확해질 수 있다. 홀 센서는 지구의 자기장을 포함하여 부유 자기장을 쉽게 감지할 수 있으므로 전자 나침반으로 잘 작동한다. 하지만 이는 이러한 부유 자기장이 작은 자기장의 정확한 측정에 방해가 될 수 있음을 의미하기도 한다. 이 문제를 해결하기 위해 홀 센서는 종종 어떤 종류의 자기 차폐와 통합된다.
전자기 시스템 내의 기계적 위치는 광학 위치 엔코더(예: 절대 엔코더 및 증분형 엔코더) 및 변압기에 삽입된 금속 코어의 양을 이동함으로써 유도 전압을 사용하여 홀 효과 없이 측정할 수 있다. 홀을 감광성 방법과 비교하면 홀로 절대 위치를 얻기가 더 어렵다.

#### 차동 홀 센서
단일 홀 소자는 외부 자기장에 민감하지만, 두 개의 홀 소자의 차동 구성은 측정에서 부유 자기장을 상쇄할 수 있다. 이는 차동 신호를 사용하여 공통 모드 전압 신호가 상쇄되는 방식과 유사하다.

## 재료
다음 재료는 홀 효과 센서에 특히 적합하다.
- 비소화 갈륨 (GaAs)
- 인화인듐 (InAs)
- 인화 인듐 (InP)
- 안티몬화 인듐 (InSb)
- 그래핀

## 응용 분야

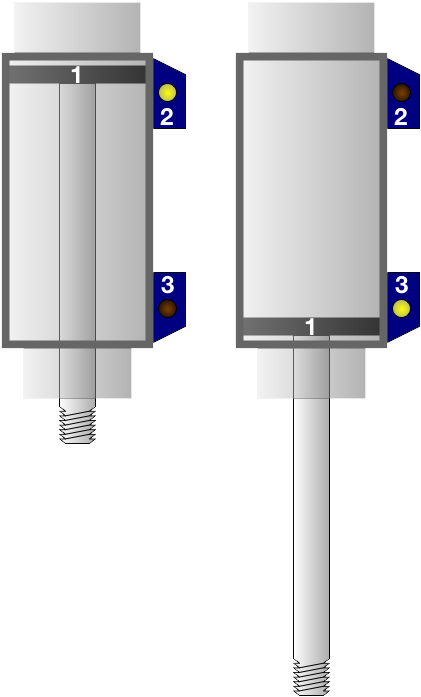
그림 2: 이 공압 실린더의 자기 피스톤(1)은 외벽에 장착된 홀 효과 센서(2, 3)가 완전히 후퇴되거나 연장되었을 때 활성화되게 한다.

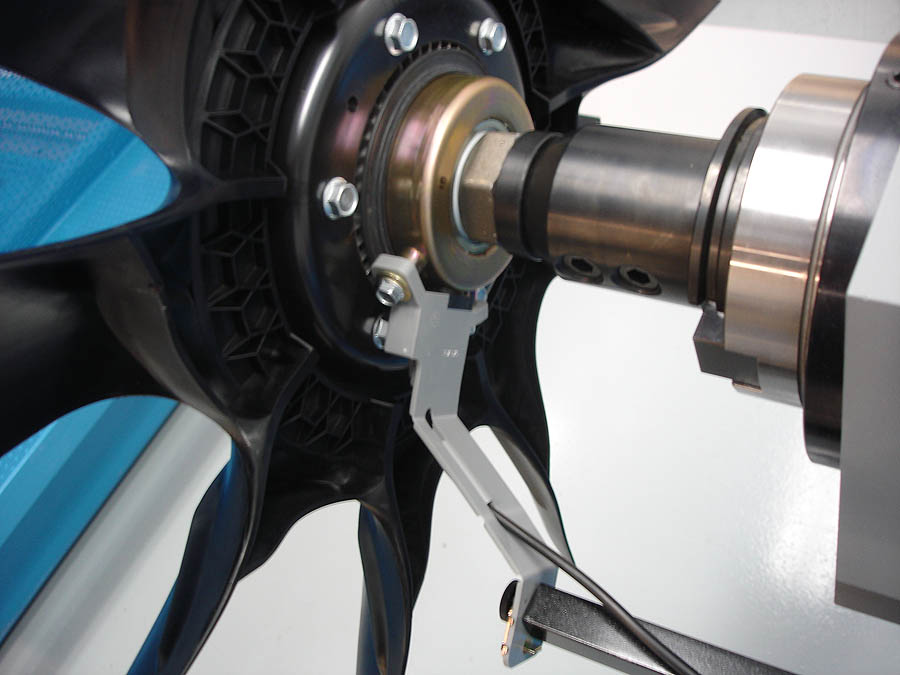
홀 효과 센서가 있는 엔진 팬

홀 효과 센서는 회전 속도 센서(자전거 바퀴, 기어 톱니, 자동차 속도계, 전자 점화 시스템), 유체 유량계, 전류 센서, 압력 센서 등 다양한 센서에 사용될 수 있다. 홀 센서는 내연기관의 점화 시기, 타코미터, ABS와 같이 바퀴와 축(그림 1 참조)의 속도를 측정하는 데 일반적으로 사용된다.
일반적인 응용 분야는 기계적 스위치 또는 포텐쇼미터에 대한 강건성적이고 비접촉식 대안이 필요한 곳에서 자주 발견된다. 여기에는 전동 에어소프트, 전자 공압 페인트볼 건의 방아쇠, 고카트 속도 제어, 스마트폰 및 일부 글로벌 포지셔닝 시스템이 포함된다.

### 위치 감지
홀 센서를 이진 스위치로 사용하는 가장 일반적인 산업 응용 분야 중 하나는 위치 감지이다(예: 그림 2).
홀 효과 센서는 스마트폰 커버(작은 자석 포함)가 닫혔는지 감지하는 데 사용된다.
일부 컴퓨터 프린터는 홀 센서를 사용하여 용지 부족 및 커버 열림을 감지하고 일부 3D 프린터는 필라멘트 두께를 측정하는 데 사용한다.
홀 센서는 연료 탱크의 부유 요소 위치를 감지하여 일부 자동차 연료량 표시기에 사용된다.
자화된 지침이 있는 기계식 게이지에 부착된 홀 센서는 기계식 지침의 물리적 위치 또는 방향을 전자 표시기, 제어 장치 또는 통신 장치에서 사용할 수 있는 전기 신호로 변환할 수 있다.

### 자력계
홀 효과 자력계(또는 테슬라미터 또는 가우스미터)는 홀 소자를 포함하는 홀 프로브를 사용하여 자기 선속 누설 원리를 이용하여 자기장을 측정하거나 재료(튜브 또는 파이프라인 등)를 검사한다. 홀 프로브는 보정된 홀 효과 센서를 사용하여 자기장의 강도를 직접 측정하는 장치이다. 자기장은 크기와 방향을 가지므로 홀 프로브의 결과는 프로브의 위치뿐만 아니라 방향에 따라 달라진다.

### 전류계

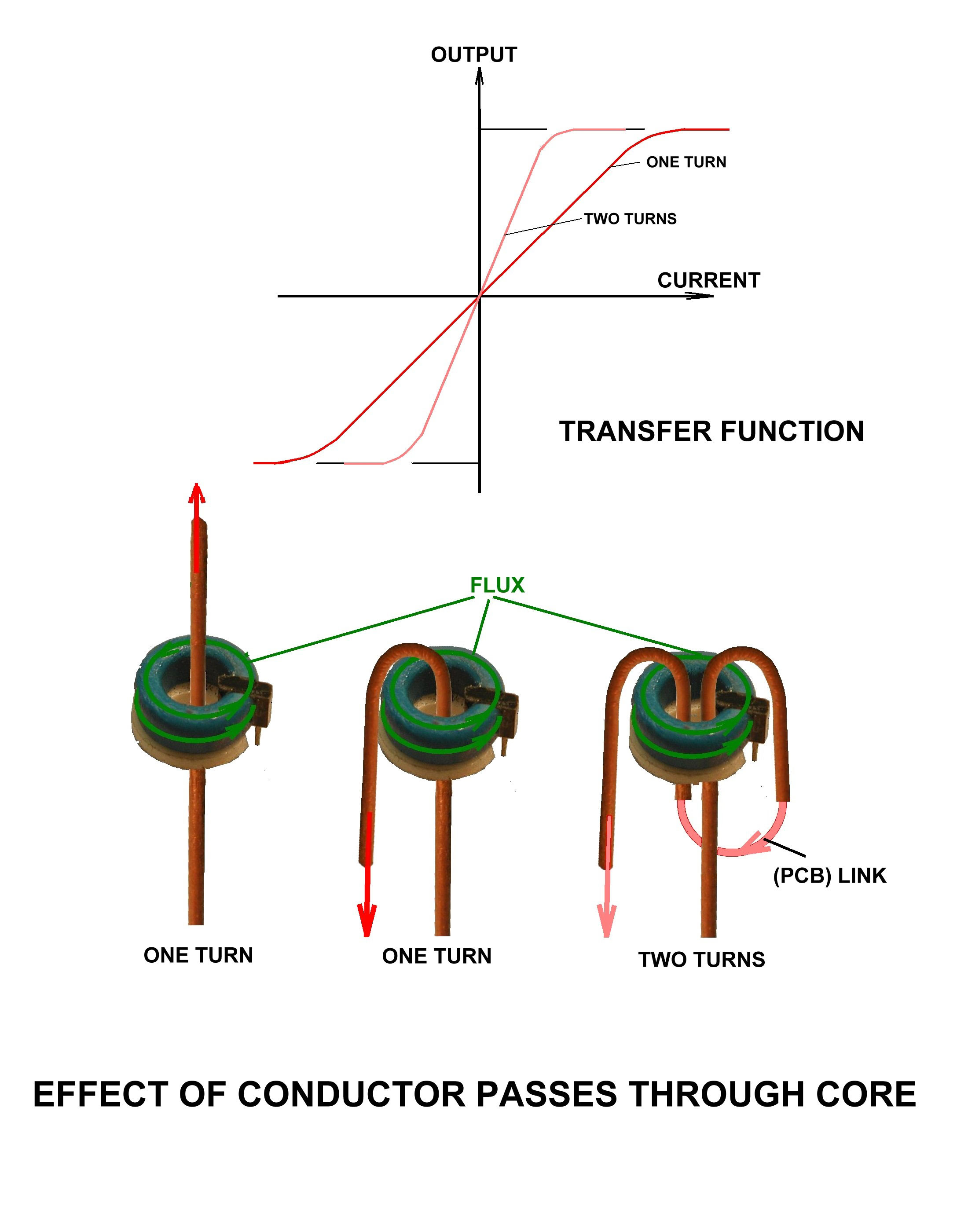
다중 '턴' 및 해당 전달 함수

홀 센서는 변류기의 직류를 비접촉으로 측정하는 데 활용될 수 있다. 이 경우 홀 센서는 전류 도체 주위의 자기 코어 간격에 장착된다. 결과적으로 DC 자기 선속을 측정하고 도체의 DC를 계산할 수 있다.

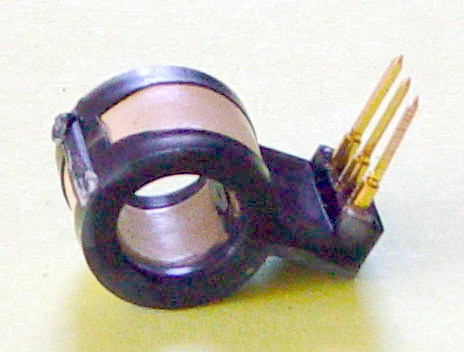
내부 집적회로 증폭기가 있는 홀 효과 전류 센서. 8mm 개구부. 제로 전류 출력 전압은 4~8볼트 차이를 유지하는 공급 전압의 중간이다. 비제로 전류 응답은 공급 전압에 비례하며 이 특정 장치(25A)의 경우 60암페어까지 선형적이다.

전자가 도체를 통해 흐르면 자기장이 생성된다. 따라서 비접촉식 전류 센서 또는 전류계를 만들 수 있다. 이 장치에는 세 개의 단자가 있다. 두 단자에 센서 전압이 인가되고 세 번째 단자는 감지되는 전류에 비례하는 전압을 제공한다. 이는 여러 가지 장점을 가진다. 가장 일반적인 전류 감지 방법(필요한 션트)에 사용되는 추가 저항을 1차 회로에 삽입할 필요가 없다. 또한 감지할 라인에 존재하는 전압이 센서로 전송되지 않아 측정 장비의 안전성이 향상된다. 

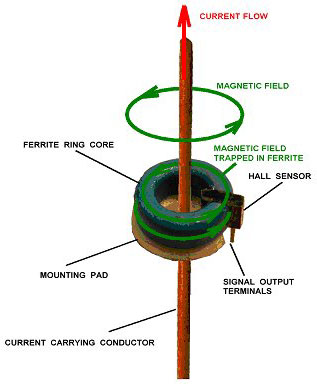
페라이트 링에 통합된 홀 효과 전류 트랜스듀서 다이어그램

#### 신호 대 잡음 개선
홀 센서를 페라이트 링에 통합하면(그림과 같이) 전류의 자기장 자기 선속 밀도를 페라이트 링을 따라 센서를 통해 집중시킨다(플럭스가 공기보다 페라이트를 훨씬 잘 통과하기 때문). 이는 부유 자기장의 상대적인 영향을 100배 이상 크게 줄여준다. 이 구성은 또한 노출된 홀 장치보다 신호 대 잡음비 및 드리프트 효과를 20배 이상 향상시킨다.
주어진 피드스루 센서의 범위는 적절한 배선으로 상향 및 하향으로 확장될 수 있다. 더 낮은 전류로 범위를 확장하려면 전류가 흐르는 와이어를 개구부를 통해 여러 번 감을 수 있으며 각 턴은 센서 출력에 동일한 양을 더한다. 센서가 인쇄회로기판에 설치되면 기판에 스태플로 턴을 수행할 수 있다. 더 높은 전류로 범위를 확장하려면 전류 분배기를 사용할 수 있다. 분배기는 서로 다른 너비의 두 와이어에 전류를 분배하고 총 전류의 더 작은 부분을 전달하는 더 얇은 와이어가 센서를 통과한다.

#### 전류 클램프
링 센서의 변형은 임시 테스트 장비에 장치를 사용할 수 있도록 라인에 클램프되는 분할 센서를 사용한다. 영구 설치에 사용되는 경우 분할 센서는 기존 회로를 분해하지 않고도 전류를 테스트할 수 있다.
출력은 인가된 자기장과 인가된 센서 전압에 모두 비례한다. 자기장이 솔레노이드에 의해 인가되면 센서 출력은 솔레노이드를 통과하는 전류와 센서 전압의 곱에 비례한다. 계산을 요구하는 대부분의 응용 분야는 이제 작은 디지털 컴퓨터로 수행되므로 남은 유용한 응용 분야는 전력 감지이다. 이는 단일 홀 효과 장치에서 전류 감지와 전압 감지를 결합한다.
부하에 공급되는 전류를 감지하고 장치의 인가된 전압을 센서 전압으로 사용함으로써 전력계를 형성하는 장치에 의해 소산되는 전력을 결정하는 것이 가능하다.

### 모션 감지
모션 감지 및 모션 제한 스위치에 사용되는 홀 효과 장치는 극한 환경에서 향상된 신뢰성을 제공할 수 있다. 센서 또는 자석 내부에 움직이는 부품이 없으므로 일반적인 수명은 기존의 전기기계 스위치에 비해 향상된다. 또한 센서와 자석은 적절한 보호 재료로 캡슐화될 수 있다.

#### 점화 시기
일반적으로 점화 시기를 위한 배전기에 사용되는 홀 효과 센서는 초기 자동차 응용 분야에 사용된 기계식 브레이커 접점을 직접 대체하는 장치로 사용된다(또한 주입 펄스 타이밍, 속도 감지 등을 위한 일부 유형의 크랭크 및 캠축 위치 센서에도 사용됨). 다양한 배전기 유형에서 점화 타이밍 장치로 사용되는 방식은 다음과 같다: 고정식 영구 자석과 반도체 홀 효과 칩이 서로 나란히 공기 간격으로 분리되어 홀 효과 센서를 형성한다.
창이나 탭으로 구성된 금속 로터가 축에 장착되어 축 회전 중 창이나 탭이 영구 자석과 반도체 홀 칩 사이의 공기 간격을 통과하도록 배열된다. 이는 탭 또는 창이 홀 센서를 통과하는지에 따라 영구 자석의 자기장으로부터 홀 칩을 효과적으로 차폐하거나 노출시킨다. 점화 타이밍 목적을 위해 금속 로터는 엔진 실린더 수와 일치하는 여러 개의 동일한 크기의 창 또는 탭을 갖게 된다(#1 실린더 탭은 엔진 제어 장치에 의해 식별되도록 항상 고유함).
이는 차폐 및 노출 시간이 같으므로 방형파와 유사한 균일한 출력을 생성한다. 이 신호는 엔진 컴퓨터 또는 ECU에서 점화 시기를 제어하는 데 사용된다.

#### ABS
바퀴 회전 감지는 특히 ABS에 유용하다. 이러한 시스템의 원리는 미끄럼 방지 기능 이상을 제공하기 위해 확장 및 개선되었으며, 이제 확장된 차량 자동차 핸들링 개선을 제공한다.

#### 브러시리스 모터
일부 유형의 브러시리스 모터는 홀 효과 센서를 사용하여 로터의 위치를 감지하고 해당 정보를 모터 컨트롤러에 전달한다. 이를 통해 보다 정밀한 모터 제어가 가능하다. 3핀 또는 4핀 브러시리스 모터의 홀 센서는 로터의 위치를 감지하고 올바른 순서로 트랜지스터를 스위치한다.

### 홀 효과 추력기
홀 효과 추력기 (HET)는 일부 우주선이 궤도에 진입하거나 더 먼 우주로 나간 후 추진하는 데 사용되는 장치이다. HET에서 원자는 이온화되고 전기장에 의해 가속된다. 추진기의 자석에 의해 형성된 방사형 자기장은 전자를 포획하는 데 사용되며, 이 전자는 궤도를 돌며 홀 효과로 인해 전기장을 생성한다. 중성 추진제가 공급되는 추진기 끝단과 전자가 생성되는 부분 사이에 큰 전위가 설정되므로 자기장에 포획된 전자는 더 낮은 전위로 떨어질 수 없다. 따라서 이들은 매우 에너지가 높아 중성 원자를 이온화할 수 있다. 중성 추진제는 챔버로 펌핑되어 포획된 전자에 의해 이온화된다. 양이온과 전자는 준중성 플라스마로 추진기에서 분출되어 추력을 생성한다. 생성되는 추력은 매우 작으며, 매우 낮은 질량 유량과 매우 높은 유효 배출 속도/특정 임펄스를 갖는다. 이는 몇 백 밀리뉴턴의 추력에 대해 약 4 kW의 매우 높은 전기 에너지 요구량의 대가로 달성된다.

### 통합 디지털 전자 장치
홀 센서 IC는 종종 디지털 전자 장치를 통합한다. 이를 통해 센서 특성에 대한 고급 수정(예: 온도 계수 수정)을 가능하게 하고, 마이크로프로세서 시스템으로 디지털 통신하며, 입력 진단, 일시적 조건에 대한 고장 보호 및 단락/개방 회로 감지를 위한 인터페이스를 제공할 수 있다.
일부 홀 센서 IC에는 센서 패키지 내에서 직접 더 많은 처리 기술을 허용할 수 있는 DSP가 포함되어 있다.:167
일부 홀 센서 IC는 아날로그-디지털 변환회로 및 I2C(통합 회로 간 통신 프로토콜) IC를 통합하여 마이크로컨트롤러의 I/O 포트에 직접 연결할 수 있다.
ESP32 마이크로컨트롤러는 심지어 마이크로컨트롤러의 내부 아날로그-디지털 변환회로로 읽을 수 있을 hypothetically하게 통합된 홀 센서를 가지고 있지만 작동하지 않는다.

### 2선 인터페이스
홀 센서는 일반적으로 전원, 접지 및 출력을 위한 최소 3개의 인출선이 필요하다. 그러나 2선 IC는 전원 및 접지 핀만 사용하며 대신 서로 다른 전류 레벨을 사용하여 데이터를 통신한다. 여러 개의 2선 IC는 단일 공급 라인에서 작동하여 배선을 더욱 줄일 수 있다.

### 인간 인터페이스 장치
컴퓨터 자판용 홀 효과 스위치는 1960년대 후반 허니웰의 Everett A. Vorthmann와 Joseph T. Maupin이 개발했다. 높은 제조 비용으로 인해 이러한 키보드는 종종 항공 우주 및 군사와 같은 높은 신뢰성 응용 분야에 예약되었다. 대량 생산 비용이 감소함에 따라 점점 더 많은 소비자 모델이 출시되었다.
홀 효과 센서는 일부 고성능 게이밍 키보드에서도 발견될 수 있다(스틸시리즈, 우팅, 커세어와 같은 회사에서 제조하며, 스위치 자체에 자석이 포함되어 있음).
세가는 1990년대에 세가 새턴 3D 컨트롤러와 드림캐스트 스톡 컨트롤러에서 홀 효과 센서 사용을 선구했지만, 홀 효과 센서는 2020년대 초부터 소비자 게임 컨트롤러에, 특히 아날로그 스틱/조이스틱 및 트리거 메커니즘에 사용되는 것이 대중화되기 시작했다. 이는 비접촉식, 고해상도, 낮은 대기 시간의 위치 및 움직임 측정과 기계 부품 부족으로 인한 긴 수명으로 인해 향상된 경험을 제공하기 때문이다.
홀 효과 감지를 위한 응용 분야는 산업 응용 분야로도 확장되었으며, 이제는 홀 효과 조이스틱을 사용하여 유압 밸브를 제어하고 기존의 기계식 레버를 비접촉식 감지로 대체한다. 이러한 응용 분야에는 광산 트럭, 백호 로더, 크레인, 굴삭기, 시저 리프트 등이 포함된다.

### 듀얼 홀 센서 IC
일부 IC는 두 개의 홀 소자를 포함한다. 이는 일련의 증가분을 계산하는 데 유용하다(증분형 엔코더) 선형 또는 로터리 엔코더를 만들기 위해 이동하거나 회전하는 자석 배열이 교대 자기 패턴을 생성하며, 이는 구형파 인코딩된 패턴으로 감지된다. 이 패턴은 움직임의 속도와 방향을 제공하거나 단순히 위아래로 카운트하여 위치 또는 각도를 결정하도록 디코딩될 수 있다. (하나의 홀 소자만 사용될 때 선형 또는 로터리 엔코더의 방향을 결정할 수 없다). 다이에서 서로 정확한 거리에 배치된 두 개의 소자는 동일한 방향으로 배치될 수 있으며, 이 경우 자기 극-극 피치는 홀 소자-소자 피치의 두 배가 되어야 한다. 대안으로, 홀 소자는 두 축의 감지를 제공하기 위해 90도 방향으로 배치될 수 있다.

## 같이 보기
- 리드 스위치
- MEMS 자기장 센서

## 추가 자료
- naveed, A.; Ihn, T.; Ensslin, K.; Papp, G.; Peeters, F.; Maranowski, K.; Gossard, A. C. (2006). 《스캐닝 게이트 실험에서의 고전적 홀 효과》 (PDF). 《피지컬 리뷰 B》 74. 165426쪽. Bibcode:2006PhRvB..74p5426B. doi:10.1103/PhysRevB.74.165426. hdl:10067/613600151162165141. S2CID 121163404.
- Nave, R. “홀 효과”. 《하이퍼피직스》. 조지아 주립대학교 물리학 및 천문학과. 2021년 4월 20일에 확인함.